# الضليل
الضليل قرية سعودية، تتبع محافظة وادي الفرع التابعة لإمارة لمنطقة المدينة المنورة. تقع في جنوب المدينة المنورة، وتبعد عنها قرابة 110كم.

## وصلات خارجية
- موقع إمارة المدينة المنورة
- موقع أمانة المدينة المنورة (أرشيف)